# 8º Stormo

Un Aeritalia G-91Y all'Aeroporto di Cervia-Pisignano nel 1982

L'8º Stormo è stato uno dei primi stormi da bombardamento dell'Aeronautica italiana, costituito il 1º luglio del 1926 sull'aeroporto di Ciampino Sud (Aeroporto di Ciampino), accorpando il XXVI (11ª e 13ª Squadriglia) ed il LXXXVI Gruppo di volo (190ª e 191ª Squadriglia) stanziato nell'idroscalo di Brindisi, con la denominazione 8º Stormo da bombardamento notturno. In seguito prese parte alla campagna per la conquista dell'Etiopia, alla guerra civile spagnola e alla seconda guerra mondiale. Sciolto dopo l'armistizio dell'8 settembre 1943, venne ricostituito con il 101º Gruppo di volo sulla base di Cervia il 14 settembre 1967, equipaggiato con i cacciabombardieri Republic F-84F Thunderstreak, ricevendo in seguito i più moderni Aeritalia G.91Y. Stemma del reparto un Tritone volante intento a sganciare una bomba. Lo Stormo fu sciolto definitivamente nel marzo 1995.

## Storia
L'8º Stormo da Bombardamento Notturno fu costituito il 1º luglio 1926 sull'aeroporto di Ciampino Sud (aeroporto di Ciampino), formato dal XXVI Gruppo da Bombardamento Notturno, con la 11ª Squadriglia e la 13ª Squadriglia equipaggiate con i bombardieri Caproni Ca.73 e dall'LXXXVI Gruppo da Bombardamento Marittimo, con la 190ª e 191ª Squadriglia con base sull'Idroscalo di Brindisi, equipaggiato con gli idrovolanti Macchi M.24 ed alcuni CANT 6.
Dall'aprile 1927 al dicembre successivo fu comandato dal colonnello Giuseppe Manni e poi, fino all'attobre 1929, dal colonnello Ercole Ercole.
Nel maggio 1928 fu ridenominato 8º Stormo da bombardamento misto e gli fu aggregato anche il 7º Gruppo Autonomo Caccia Terrestre (76ª Squadriglia caccia, 84ª Squadriglia, 86ª e 91ª Squadriglia) dotato degli Ansaldo A.C.3 (successore dell'Ansaldo AC.2), con sede a Ciampino. A causa del fatto che lo stormo era dotato di un reparto da bombardamento terrestre, uno marittimo ed uno da caccia assunse la denominazione di «stormo misto». L'intensa attività addestrativa prevedette anche prove di lancio siluri agganciati al di sotto dell'ala inferiore dei Macchi M.24, e tra il 5 e il 19 giugno 1929 l'LXXXVI Gruppo prese parte alla Crociera aerea del Mediterraneo Orientale agli ordini dei generali Francesco de Pinedo e Italo Balbo. Nel corso del 1929 il XXVI Gruppo venne convertito sui Caproni Ca.73 e Ca.74, mentre il VII Gruppo passò ai Fiat C.R.20 ed infine l'LXXXVI Gruppo venne dotato degli allora modernissimi Savoia-Marchetti S.55. Il reparto fu sciolto definitivamente il 10 ottobre del 1929.
Il 1º giugno 1931 lo stormo, al comando del Colonnello Vittorio Lega, fu ricostituito sull'aeroporto di Ferrara, composto dal XXVII Gruppo (17ª Squadriglia e 18ª Squadriglia) e XXVIII Gruppo (10ª Squadriglia da bombardamento "Caproni" e 19ª Squadriglia), ed equipaggiato con bombardieri Ca.73. Il 18 ottobre lo stormo fu posizionato sull'aeroporto di Poggio Renatico. Tra l'ottobre 1931 e il maggio 1934 era al comando del Tenente Colonnello Virgilio Sala e fino all'aprile 1935 del Colonnello Giuseppe Maceratini.

### Guerra d'Etiopia
In vista dell'inizio delle operazioni belliche in Africa orientale, lo stormo, al comando del Colonnello Ettore Lanciani fino al gennaio 1936, equipaggiato dall'inizio del 1935 con i bombardieri ricognitori monomotori Caproni Ca.111, e costituì due gruppi bis che nel 1935 vennero trasferiti, il 27º Gruppo con la 17ª all'aeroporto di Massaua, e il 28º Gruppo con la 18ª sull'aeroporto di Assab ed il comando di stormo a Gura (Eritrea) al comando del Colonnello Amerigo Notari dal gennaio 1936 al mese di luglio successivo per partecipare alla conquista dell'Etiopia. 
Alla fine di dicembre i Gruppi si unirono allo stormo.
Il 23 dicembre nell'ambito dell'offensiva etiope di Natale sganciò 28 bombe C500T all'iprite a Dembeguinà e Mai Timchet ed il 27 dicembre 12 C500T su Meyda Merra e Val Mescic. 
Dal gennaio all'agosto 1936 dipendette dalla Brigata aerea da bombardamento.
Al termine delle ostilità i due reparti rimasero in forza all'Aviazione dell'Africa Orientale Italiana con la denominazione di 27° e 28º Gruppo bis, mentre il comando di stormo rimpatriò il 20 luglio 1936 dopo aver svolto 2.431 missioni belliche con 15 morti tra cui il tenente colonnello Ivo Oliveti.
Nel novembre 1935 si era costituito a Poggio Renatico l'8º Stormo bis, al comando del Colonnello Ernesto Rossanigo fino al luglio 1936, e nel gennaio del 1936 lo stormo fu riequipaggiato sull'Aeroporto di Bologna-Borgo Panigale con i trimotori Savoia-Marchetti S.M.81 Pipistrello.
Nel luglio del 1937 lo stormo fu riequipaggiato sull'aeroporto di Borgo Panigale (Bologna), con i bombardieri trimotori Savoia-Marchetti S.79 Sparviero.

### Guerra civile spagnola
A partire dal 30 novembre successivo fu l'unico reparto organico appartenente alla Regia Aeronautica inviato a combattere in Spagna, in forza all'Aviazione Legionaria delle Baleari. Denominati inizialmente "Galline", e poi "Falchi delle Baleari", i suoi velivoli, basati sull'aeroporto di aeroporto di Palma di Maiorca. al comando del tenente colonnello Gennaro Giordano, attaccarono i porti di Barcellona, Valencia, Alicante, Cartagena, e compirono missioni di contrasto al traffico navale.
Da febbraio 1939 al mese di maggio successivo fu comandato dal colonnello Giuliano Cassiani Ingoni.
Al termine della campagna il reparto rientrò in Italia e fu sciolto nel mese di maggio 1939, ma poco tempo dopo, il 1º luglio dello stesso anno, fu ricostituito per la terza volta sull'aeroporto di Fertilia (Alghero), al comando del colonnello Vittorio Ferrante con il 27º Gruppo (18ª e 52ª Squadriglia) e 28º Gruppo (10ª e 19ª Squadriglia) su S.79.

### Seconda guerra mondiale
Con l'entrata in guerra del Regno d'Italia, avvenuta il 10 giugno 1940, il reparto del col. Ferrante fu rischierato sull'aeroporto di Villacidro con 32 S.79 inquadrato nella X Brigata Bombardamento Terrestre "Marte" di Cagliari, sempre in Sardegna, per tre mesi, partecipando alle operazioni contro la Francia e poi alle operazioni aeronavali nel Mediterraneo occidentale. Il 9 luglio, 50 km al largo delle Baleari, i velivoli dell'8º Stormo attaccarono la "Forza H" della Royal Navy, un'azione per cui la bandiera di guerra dello stormo fu decorata con una Medaglia d'argento al valor militare.
In questa azione nell'ambito della Battaglia di Punta Stilo 28 SM 79 dello Stormo, partiti in parte dall’aeroporto di Villacidro Trunconi ed in parte da quello di Alghero, dopo essersi uniti ad altri 18 aerei partiti dal 32º Stormo dell'Aeroporto di Decimomannu, attaccarono la flotta inglese riuscendo a colpire la super corazzata HMS Hood (51) e la portaerei HMS Ark Royal (91).
Alla metà di settembre lo stormo tornò ad Alghero.
Il 4 aprile 1941 il reparto fu inviato a combattere in Africa settentrionale, inquadrato nella 5ª Squadra aerea, con il 27º Gruppo che si rischierò sull'aeroporto di Misurata, poi a Bengasi ed in seguito all'aeroporto di Martuba e il 28° a Castelbenito (Aeroporto di Tripoli). Fino al mese di dicembre del 1941, quando fu rimpatriato, l'8º Stormo fu il solo reparto equipaggiato con gli S.79 presente in Libia dopo aver svolto 835 missioni belliche, lanciato 400 tonnellate di bombe e perso in combattimento 4 S.79. 
Tra i suoi 15 morti e 29 dispersi ci fu anche il tenente Sante Patussi.
Arrivato a Viterbo il giorno 27 dicembre, lo stormo iniziò l'addestramento all'utilizzo dei bombardieri CANT Z.1007 Alcione. sull'aeroporto di Perugia. nel gennaio 1942. Terminato il ciclo addestrativo, il 23 giugno 1942 lo stormo si schierò sull'aeroporto di Viterbo, dove rimase fino al 28 gennaio 1943. Nel settembre 1942 il reparto ricevette in dotazione anche bombardieri Savoia-Marchetti S.M.84. A partire dal 22 gennaio 1943 iniziò il rischieramento sull'aeroporto di Palermo-Boccadifalco, partecipando ad un intenso ciclo operativo contro le forze anglo-americane e nel mese di marzo andò a Chinisia. 
Il 3 aprile il 27º gruppo si posizionò sull'aeroporto di Ponte Olivo vicino a Gela ed in maggio all'aeroporto di Manduria con lo stormo.
Il 28º Gruppo dopo essere stato qualche giorno a Gela si trasferì all'aeroporto di Castelvetrano e nel mese di giugno ritornò a Perugia, a disposizione del neocostituito "Raggruppamento Bombardamento", e nel mese di luglio il comando di stormo e il 27º Gruppo ritornarono a Bologna, dove vennero sorpresi dall'armistizio dell'8 settembre 1943. In quella data lo stormo e il 27º Gruppo vennero sciolti, mentre il 28º Gruppo dopo l'armistizio entrò a far parte del "Raggruppamento Bombardamento dell'Unità Aerea", venendo sciolto subito dopo.

### Postbellico

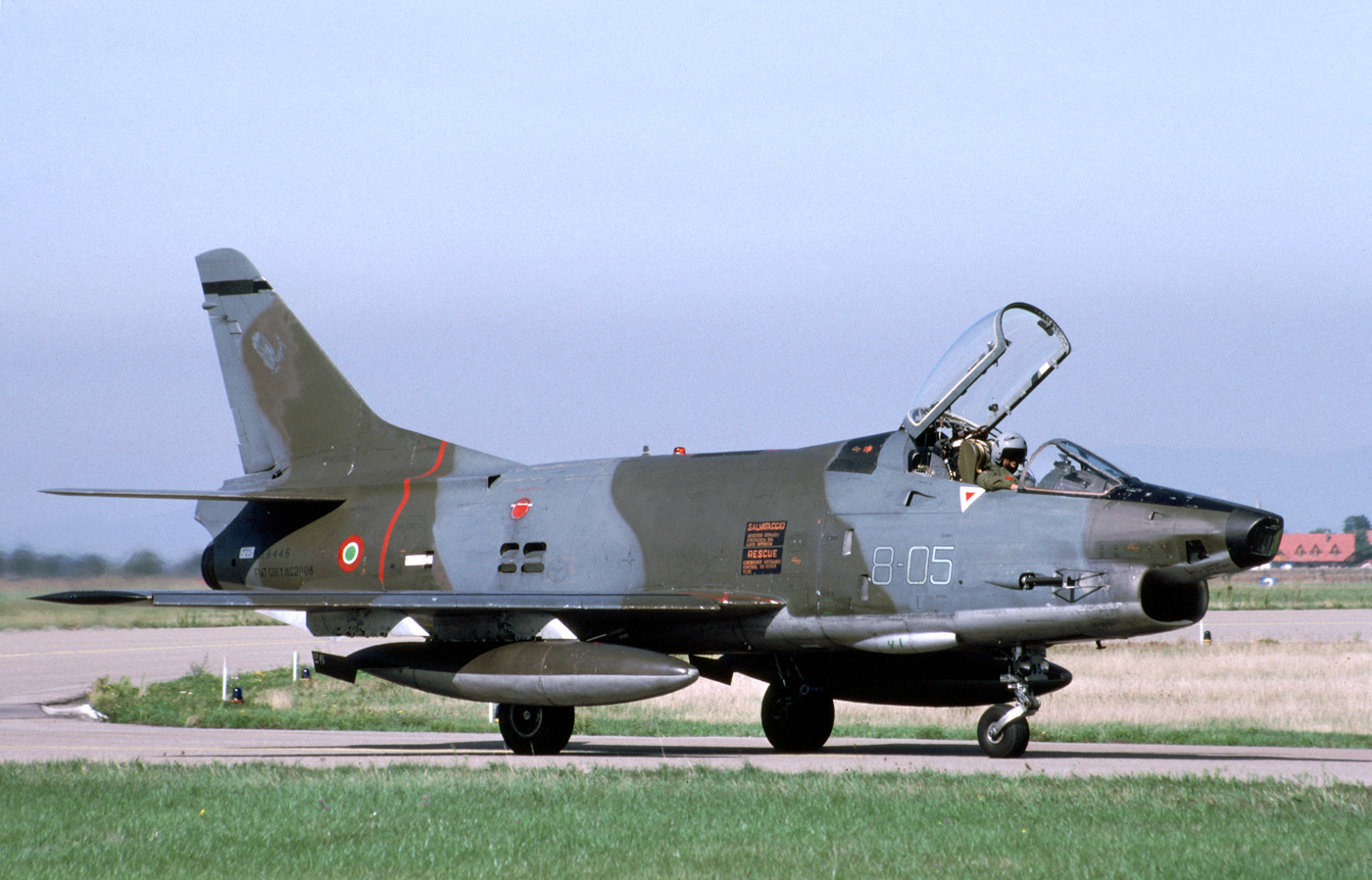
Bremgarten, 17 settembre 1992. Due G91Y dell'8º Stormo arrivarono per lo scioglimento di AG51.

Il 14 settembre 1967 l'8º Stormo "Gino Priolo" viene ricostituito sull'aeroporto di Cervia-Pisignano. Al reparto fu assegnato il 101º Gruppo di volo proveniente dalla 5ª Aerobrigata di Rimini Miramare. Il gruppo, dopo il periodo a Rimini in cui aveva effettuato la transizione sui cacciabombardieri bisonici Lockheed F-104G Starfighter (1965-1966), venne equipaggiato con velivoli Republic F-84F Thunderstreak. Il 26 marzo 1968 il ministro della Difesa, On. Roberto Tremelloni, consegnò allo stormo la bandiera di guerra.
Nel marzo 1971 arrivano ufficialmente i bimotori Aeritalia G-91Y e lo stormo divenne CBR. L'8º Stormo fu il primo reparto ad adottare il nuovo aereo dopo le prove intensive effettuate sulla base di Pratica di Mare. La fine della carriera operativa del G.91Y avvenne il 26 novembre 1994 ed il definitivo scioglimento dello stormo fu nel marzo 1995.

### Raduni
Il giorno 27 marzo 2010, sull'aeroporto di Cervia, all'epoca sede del 5º Stormo ed attualmente sede del 15º Stormo, si è svolto il primo raduno del personale appartenente all'8º Stormo dopo la sua chiusura.

### Annotazioni
1. ↑  Basato sull'Aeroporto di Gorizia.
2. ↑  Basato sul Campo della Promessa di Lonate Pozzolo.
3. ↑  Durante la guerra d'Etiopia, per motivi scaramantici, la 17ª Squadriglia assunse la nuova denominazione di 52ª.
4. ↑  Tale unità fu provvisoriamente equipaggiata con bombardieri Caproni Ca.74, Caproni Ca.102, Caproni Ca.111, e addestratori Caproni Ca.100.
5. ↑  Gli aerei dello stormo attaccarono un campo appoggio vicino ad Ajaccio (15 giugno), l'aeroporto di Campo dell'Oro (16 e 19 giugno), e Calvi (19 giugno).
6. ↑  Salpata da Gibilterra la "Forza H" era composta da tre navi da battaglia, una portaerei, 4 incrociatori e numerosi cacciatorpediniere.
7. ↑  Durante tale azione trovò la morte il generale Stefano Cagna, comandante della 10ª Divisione Bombardamento "Marte", decorato con Medaglia d'oro al valor militare alla memoria.
8. ↑  Nell'aprile 1943 il comando di stormo si posizionò sull'Aeroporto di Manduria.
9. ↑  La sigla significa Caccia Bombardieri Ricognitori, avendo il nuovo aereo anche possibilità di scattare foto aeree con macchine inserite nella parte inferiore del muso.

### Fonti
1. 1 2 3 4 5 6  Massimello 2009, p. 22.
2. 1 2 3 4 5  Ufficio Storico Stato Maggiore dell'Aeronautica1977, p. 53.
3. 1 2 3 4 5  Ufficio Storico Stato Maggiore dell'Aeronautica1977, p. 54.
4. 1 2  Brotzu, Caso, Consolo 1975, p. 10.
5. ↑  Paolo Ferrari, L'aeronautica italiana: una storia del Novecento, pag. 329
6. ↑  Fondo “Africa orientale italiana 1935-1938”, AM Ufficio Storico, pag. 69
7. 1 2 3 4  Ufficio Storico Stato Maggiore dell'Aeronautica 1977, p. 55.
8. ↑  Brotzu, Caso, Consolo 1972, p. 51.
9. 1 2  Brotzu, Caso, Consolo 1972, p. 54.
10. 1 2  Massimello 2009, p. 24.
11. 1 2 3 4  Ufficio Storico Stato Maggiore dell'Aeronautica 1977, p. 56.
12. ↑  Il cielo sopra Ferrara, Massimo Sabella, 2013 pag. 91
13. 1 2 3 4 5  Ufficio Storico Stato Maggiore dell'Aeronautica 1977, p. 57.
14. ↑  Brotzu, Caso, Consolo 1973, p. 50.
15. ↑  Bollettino Ufficiale 1940, suppl.9, pag.5.